# Rostö-Nordanö
Rostö-Nordanö är ett naturreservat i Borlänge kommun i Dalarnas län.
Området är naturskyddat sedan 1993 och är 68 hektar stort. Reservatet består av de två öarna Rostö och Nordanö i Ösjön (del av Runn). Öarna är skogbeväxta, som många av öarna i Runn och Ösjön.

## Rostö
På Rostö finns en äldre granskog på öns mitt och i övrigt mest yngre lövskogar.

## Nordanö
På Nordanö finns björkskogar på norra och östra delen av ön och planterade skogar med tall och gran. På öns södra udde finns längs stränderna tvära nipbildningar med blottad mineraljord. Där växer mest gråal. På öns östra strand växer en mycket gammal skogslind. Den kan mycket väl vara etablerad samtidigt med beståndet på den närbelägna Lindön. I övrigt är kärlväxtfloran artfattig.

## Historik
Öarna har varit påverkade av mänskliga aktiviteter under lång tid. Den tidigast kända lämningen är en ansenlig mängd så kallad lågteknisk slagg på Nordanöns södra udde. De flesta fynd av denna slaggtyp inom Tuna (gammalt namn för Borlänge) och Torsång är från yngre järnålder till vikingatid. På Nordanö finns lämningar av flera brutna åkrar som övergivits. På Nordanöns östra strand finns en något osäker fornlämning i form av en stensättning. Såväl Rostö som Nordanö bär spår av omfattande betespåverkan. På Nordanö förekom fårbete ända in på 1970-talet. Strategiskt belägna nära vatten och nära stora virkesslukare (Kopparberget och senare Korsnässågen) har öarnas skogar säkert nyttjats hårt genom seklerna. En stor del av Nordanö kalhöggs och barrträd planterades i mitten av 1950-talet.